# Respe
Respe war ein Kohlenmaß in der Eifel. Die Respen als Gemäß waren Tröge aus Haselholz und ein Fördergefäß zum Zutragen von Kohle zum Förderwagen. 
Die Maße waren
- 4 Respen Kohlen = 1 Satz

Bei einer Gicht wurden Sätze zu 6 Respen gerechnet.
- 36 Respen = 9 Sätze zu 4 Respen entsprach 1 Wagen Kohle